# Коштано шило
Коштана шила су предмети израђивани од кости која су имали су широку примену у свакодневном животу, било као алатка или предмет за украшавање. Приликом археолошких истраживања насеља, и то пре свега насеља сеоског карактера, уочено је велика бројност ових алатки које су биле уобичајени инвентар сваког домаћинства, јер су имала вишеструку намену (бушење, прављење и крпљење рибарских мрежа, украшавање грнчарије итд), али и личног украшавања.

## Историја
Коштана шила припадају групи предмета који су коришћени за свакодневне употребу и чести су налазила у многобројним насељима широм Европе, али и иако ретко, и у раносредњовјековним гробницама. У раносредњовјековним насељима ширег европског подручја коштана шила су пронађениа у објектима фортификацијског каратера, рурална насеља отвореног типа, као и дуготрајним насељима уз цркву и гробље.
Иако су на први поглед, кроз разна историјска раздобља, формирале готово идентичне форме коштаних шила, један од њих се издваја. Наиме, на некима од њих  видљив је део полукружне перфорације која је служила за провлачење нити, па се претпоставља да су ова шила имала улогу игле за шивење, коже или тканине.
Осим у насељима, где су често датирани ови предмети само на основу контекста налаза (кроз керамику и / или налазе метала из одређеног објекта) или других елементима података у датом хоризонту или у фази насељавања, у новије време подржана радиокарбонским датумима, коштана шила пронађена су и на гробљима, као саставни део опреме покојника.

## Опште информације
Униформност, коштаних шила која су употребљавана кроз историју, различитог изгледа и начина израде, потиче отуда што је једна врста предмета, па и сам појединачни предмет могао имати вишеструку намену. Зато се углавном сврставају у две основне групе, према облику и функцији самог  шила. 
- Једну групу шила чине она која су била за употребу у свакодневном животу, као алатке за обраду меких, органских материјала (највероватније коже, али и биљних влакана), што је активност о којој ретко има других археолошких података.
- Другу групу чине шила која припадају групи разноврсних предмета којима су украшавани углавном једноставним орнаментом, за различите намена, углавном естетске.

У оквиру ове две групе даље разврставање могуће је према облику и функцији самог шила.
Коштана шила су била једноставне израде, која је подразумева обраду само једно (дисталног) краја голењачке кости (тибије). док је ј супротни део кости задржавао природан анатомски облик. На њихов коначни изглед утицала је широка примена у свакодневним пословима као што су бушење, прављење и крпљење рибарских мрежа, украшавање грнчарије итд.
Избор материјала
За израду коштаних шила најчешће су коришћене дуге кости, оваца и коза, чије се вретенасто тело, дијафиза, на крајевима завршава епифизама.  Мада су за израду шила коришћени и рогови. Рог је пре обраде био потапан у воду да би му се повећала еластичност. На локалитетима у Србији углавном су налажени предмети израђени од јелењих рогова. 
Начин израде
Технологија израде шила од кости и рога веома је слична раду са дрветом. Користи се истоветан алат и поступак који обухвата сечење, резање, стругање, глачање, урезивање, бушење и комбинација абразије и сечења за подужно дељење метаподијалних костију (која је карактеристична управо за старији неолит).
Међутим, пре израде предмета од кост и рог су морали да буду припремљени на одређени начин.  Наиме, како је у коштаној структури садржан известан проценат масноће која током времена изазива труљење кости, требало је да се најпре изврши њено одмашћивање. Процес одмашћивања се добрим делом обављао у току кувања хране, с обзиром да су за израду предмета коришћене и кости оних животиња које су служиле за исхрану. Од оруђа су коришћене секире којима се вршило грубље одсецање, затим ножеви, тестере. Равне ивице су се могле постићи једино глачањем, највероватније мокрим песком. С обзиром да су се насеља налазила у близини или поред река, овакав поступак дотеривања било је могуће лако спровести.
За израду разних врста шила поступак се састојао у издвајању погодне кости, чији је један крај често задржавао природни изглед или био равно одсецан. Супротни, косо засечени део, дорађивао се глачањем, најчешће уз помоћ опеке, на којима су видљива удубљења настала оштрењем шила.
Украшавање
Украшавање је углавном вршено урезивањем (орнаментисањем) оштрим предметом. Најчешћи начин орнаментисања, уједно и најједноставнији, је урезивање цртица, линија у разним кобинацијама, односно линеарни орнамент. Такође, заступљен је мотив круга, или концентричних кругова са тачком у средини, такозвани мотив окаца.